# 佃和夫

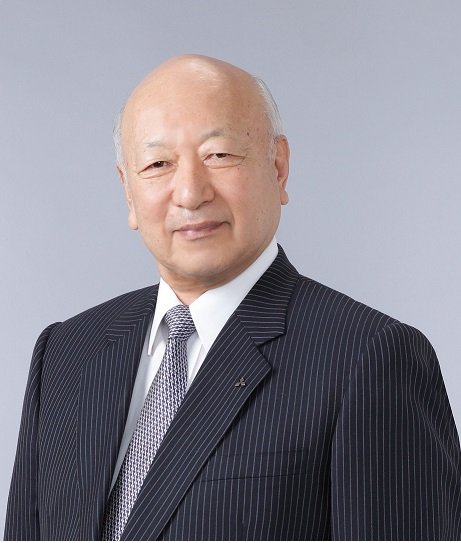
人事院総裁賞選考委員会委員長として、人事院が公表した肖像写真

佃 和夫（つくだ かずお、1943年9月9日 - ）は、日本の実業家。三菱重工業取締役相談役。第10代成蹊学園理事長。

## 来歴
山口県熊毛町（現：周南市）出身。広島修道中学校・修道高等学校～東京大学工学部卒業。東京大学大学院工学系研究科修士課程舶用機械専門課程修了。
1968年、三菱重工業入社。高砂製作所タービン技術部長などを経て、1995年高砂製作所副所長、1999年取締役名古屋機器製作所長、2000年取締役産業機器事業部長。2002年常務取締役海外戦略本部長兼産業機器事業部長、2003年6月、同社では初の常務からの抜擢で代表取締役社長に就任。2007年9月には民間企業で初めて受注したH2Aロケットの打ち上げを成功させ、衛星打ち上げビジネス参入に意欲を見せ、10月には関係者の悲願でもある国産ジェット旅客機の受注活動を開始させるなど積極的な経営姿勢を見せている。2007年8月日経連副会長に選任された。2008年4月三菱重工業取締役会長。2013年4月三菱重工業取締役相談役。
この間2001年から近畿コカ・コーラボトリング株式会社取締役、2008年6月から三菱商事取締役。2010年より株式会社三菱総合研究所取締役。2010年6月14日より全国防衛協会連合会会長。2011年より京阪電気鉄道株式会社取締役。同年6月21日より京阪電気鉄道株式会社企業価値委員会委員に就任。独立行政法人国立がん研究センター理事(経営・業務改善担当)。
その後、2019年2月三菱重工業株式会社 取締役退任、特別顧問に就任。2019年6月京阪ホールディングス株式会社 取締役退任。
教育方面では成蹊学園理事長を務めた。2013年1月より第2次安倍内閣教育再生実行会議の委員を務める。
2012年には、「ハイテク分野をはじめ、さまざまな分野で日本とフランスの経済・産業関係の発展に多大な貢献」が評価され、フランス共和国国家功労勲章シュヴァリエを受章。2024年、旭日大綬章受章。